# Тютюарима, Йорди
Йорди Тютюарима (нидерл. Jordy Tutuarima, родился 28 апреля 1993 года в Велпе) — нидерландский футболист, защитник индонезийского клуба «Персис Соло».

## Клубная карьера
Начал карьеру в местном клубе SC Elistha, затем перешел в молодёжный состав НЕК и играл за клуб в течение 10 лет. В начале 2013 года на правах аренды перешёл в ТОП Осс.
Был внесён в состав команды юношеской сборной Нидерландов до 17 лет, но успел сыграть только 4 матча из-за двойной травмы колена (разрывы связок и мышц).